# یونا (خواننده)
یونالیس زارای مشهور به یونا (زادهٔ ۱۴ نوامبر ۱۹۸۶ در الور ستار، کداح، مالزی) خواننده سبک ایندی راک است. او سرودن شعر را از ۱۴ سالگی آغاز کرده و از ۱۹ سالگی تا کنون به فعالیت در موسیقی پرداخته است.
یونا در سال ۲۰۰۸ یکی از چهره‌های برگزیده ام‌تی‌وی شد. او علاوه بر خوانندگی به عنوان چهره تبلیغاتی «گلکسی نوت» شرکت سامسونگ نیز کار می‌کند. یونا هنگام اجرای موسیقی حجاب (روسری) دارد.